# Poliglotismo
Poliglotismo é a capacidade de falar diversas línguas. Palavra de origem grega para polý, que significa "numerosas"  e glossai (ou também glottai),  para "línguas".
São várias as teorias relacionadas com a capacidade da falar muitas línguas, mas todos os especialistas concordam em afirmar que:
- Toda criança até aos sete anos pode aprender várias línguas ao mesmo tempo, sendo três ou quatro vulgares quando dois pais de idiomas diferentes falam uma terceira comum, e vivem num país onde se fala uma outra língua.[nota 1]
- A partir de um certo número de línguas, exemplo, aprender mais uma é fazer variações das outras. Assim um português que vive na França vai aprender muito mais facilmente o espanhol e o italiano do que aquele que nunca saiu do país.

## Hiperpoliglota
Hiperpoliglota, é um termo que se refere a pessoas que falam dezenas de idiomas, como: 
- Ioannis Ikonomou (1964), tradutor chefe do parlamento dos EUA, que falava fluentemente 32 línguas.[3]
- Giuseppe Caspar Mezzofanti (1774–1849),  Cardial italiano que falava fluentemente  39 línguas.[4]
- Emil Krebs (1867–1930), poliglota e sinologista alemão que falava e escrevia em 68 línguas, e compreendia mais 120.
- Uku Masing (1909–1985), linguistico da Estónia que dizia conhecer cerca de  65 línguas, e podia traduzir 20.[5]
- Harold Williams (1876–1928), Jornalista da Nova Zelândia que dizia falar mais de 58 línguas.[6]
- Timothy Doner, jovem de 17 anos que aprendeu 23 línguas.[7]
- João Paulo II, papa que governou a Igreja Católica entre 1978 e 2005, falava cerca de 13 línguas, mas chegou a fazer pronunciamentos em mais de 50 idiomas.
- Ghil'ad Zuckermann (1971), linguista australiano, que fez contribuições para revitalização linguística, contacto linguístico e lexicologia; professor em linguística no Universidade de Adelaide; hiperpoliglota.[8][9][10][11]
- Dom Pedro II do Brasil (1831–1889), o último monarca do Império do Brasil cultivava paixão pela linguística, falava e escrevia em 14 idiomas; incluindo latim e tupi.[12]